# El concierto subacuático
El Concierto Subacuático es el sexto álbum en vivo de la etapa solista del músico argentino Charly García. El CD/DVD contiene material del recital que el artista brindó en el Estadio José Amalfitani el viernes 23 de octubre de 2009 (recital que fue considerado por muchos como un «regreso» de García a los escenarios argentinos tras una larga rehabilitación de sus problemas de drogadicción). El título hace referencia a una frase que pronunció el propio músico durante el recital «Este es el primer concierto subacuático del mundo» debido a que el espectáculo se desarrolló durante una lluvia torrencial. El lanzamiento oficial se tenía previsto para el viernes 18 de diciembre de 2009, pero debido a varios retrasos recién se publicó el 14 de abril de 2010. A las pocas semanas de su lanzamiento se agotó en las disquerías hasta alcanzar el disco de oro.

## Lista de canciones
Todas las canciones escritas y compuestas por Charly García, excepto donde se indica. 
| N.º     | Título                                     | Duración |  |
| 1.      | «El amor espera»                           | 4:47     |  |
| 2.      | «El rap del exilio»                        | 2:38     |  |
| 3.      | «Cerca de la revolución»                   | 4:40     |  |
| 4.      | «Chipi Chipi»                              | 3:29     |  |
| 5.      | «Fanky»                                    | 4:40     |  |
| 6.      | «Demoliendo hoteles»                       | 2:53     |  |
| 7.      | «Promesas sobre el bidet»                  | 3:58     |  |
| 8.      | «Rezo por vos» (Spinetta/García)           | 4:49     |  |
| 9.      | «Yendo de la cama al living»               | 4:53     |  |
| 10.     | «Canción de dos por tres»                  | 4:13     |  |
| 11.     | «Pecado mortal (Nos siguen pegando abajo)» | 3:18     |  |
| 12.     | «Influencia» (Todd Rundgren/Arr.:García)   | 4:54     |  |
| 13.     | «Llorando en el espejo»                    | 3:15     |  |
| 14.     | «Raros peinados nuevos»                    | 4:06     |  |
| 15.     | «Me siento mucho mejor» (Gene Clark)       | 2:49     |  |
| 16.     | «Buscando un símbolo de paz»               | 4:39     |  |
| 17.     | «No voy en tren»                           | 2:04     |  |
| 18.     | «Deberías saber por qué»                   | 2:54     |  |
| 19.     | «Rock & Roll YO!»                          | 4:30     |  |
| 20.     | «No toquen»                                | 4:00     |  |
| 21.     | «No se va a llamar mi amor»                | 2:06     |  |
| 1:19:35 |                                            |          |  |

## Personal
- Charly García - Voz y piano
- Hilda Lizarazu - Voces
- Carlos Alberto García López - Guitarra
- Fabián Vön Quintiero - Teclados
- Kiuge Hayashida - Guitarras adicionales
- Antonio Silva Peña - Batería
- Carlos González - Bajo

## Músicos invitados
- Luis Alberto Spinetta - Voz y guitarra en Rezo por vos